# Estillac
Estillac település Franciaországban, Lot-et-Garonne megyében. Lakosainak száma 2392 fő (2022. január 1.). Estillac Roquefort, Aubiac, Moirax és Le Passage községekkel határos.

## Népesség
A település népességének változása:
| Lakosok száma | 770  | 990  | 1182 | 1558 | 1951 | 1961 | 2007 | 2189 | 2278 | 2392 |
|               | 1968 | 1982 | 1990 | 2006 | 2013 | 2015 | 2017 | 2019 | 2020 | 2022 |